# Fraktionsvorsitzender
Der Fraktionsvorsitzende (Deutschland), Klubobmann (Österreich) oder Fraktionspräsident (Schweiz),  umgangssprachlich auch Fraktionschef, ist der Leiter einer Fraktion in einem demokratisch gewählten Parlament. Er wird durch die Mitglieder der Fraktion gewählt.

## Deutschland
| Bundestagsfraktion | Vorsitzende                      |
| ------------------ | -------------------------------- |
| CDU                | Jens Spahn                       |
| AfD                | Alice Weidel Tino Chrupalla      |
| SPD                | Matthias Miersch                 |
| GRÜNE              | Britta Haßelmann Katharina Dröge |
| Die Linke          | Heidi Reichinnek Sören Pellmann  |

### Deutscher Bundestag
Die Fraktionsvorsitzenden haben nach § 69 Abs. 4 der Geschäftsordnung des Deutschen Bundestages vorbehaltlich gesetzlicher Beschränkungen beratende Stimme in allen Ausschüssen.
Der Fraktionsvorsitzende verkündet Vorschläge und Beurteilungen der Fraktion im Bundestag. Zu seinen Aufgaben gehört darüber hinaus die Organisation der Fraktionsgeschäfte, die Vorbereitung von Fraktionssitzungen und die Pflege der Kommunikation zwischen dem Fraktionsvorstand in der übrigen Fraktion, insbesondere über Inhalte und Ergebnisse von Fraktionssitzungen. Aus Sicht der prozessorientierten Politikwissenschaft fungiert der Fraktionsvorsitzende innerhalb seiner Fraktion als Garant der Fraktionsdisziplin in der Bestrebung, ein einheitliches und zuverlässiges Abstimmungsverhalten seiner Partei zu gewährleisten.
In der heutigen parlamentarischen Praxis haben Parteien dem Fraktionsvorsitzenden mehrere Stellvertreter beigeordnet, die mit Zuständigkeit für bestimmte Politikfelder ausgestattet sind und den zugehörigen Arbeitsgruppen vorsitzen.
Der Fraktionsvorsitzende und die stellvertretenden Fraktionsvorsitzenden bilden zusammen mit dem parlamentarischen Geschäftsführer den geschäftsführenden Fraktionsvorstand (GfV).

#### CDU/CSU-Fraktion
Die Besonderheit in der CDU/CSU-Fraktion liegt darin, dass sie von zwei Parteien gebildet wird. Für Bayern stellt die CSU die Listen- und Direktkandidaten, von der CDU werden die Kandidaten für die übrigen Bundesländer gestellt. Im Bundestag vereinigen sich die Abgeordneten der beiden Parteien zu einer Fraktion. Ihre Vorsitzenden:
- 1949: Konrad Adenauer
- 1949–1955: Heinrich von Brentano
- 1955–1961: Heinrich Krone
- 1961–1964: Heinrich von Brentano
- 1964–1973: Rainer Barzel
- 1973–1976: Karl Carstens
- 1976–1982: Helmut Kohl
- 1982–1991: Alfred Dregger
- 1991–2000: Wolfgang Schäuble
- 2000–2002: Friedrich Merz
- 2002–2005: Angela Merkel
- 2005–2018: Volker Kauder
- 2018–2022: Ralph Brinkhaus
- 2022–2025 Friedrich Merz
- seit 2025: Jens Spahn

#### SPD-Fraktion
Seit dem 1. Bundestag stellen Abgeordnete der SPD die SPD-Fraktion.
- 1949–1952: Kurt Schumacher
- 1952–1963: Erich Ollenhauer
- 1964–1967: Fritz Erler
- 1967–1969: Helmut Schmidt
- 1969–1983: Herbert Wehner
- 1983–1991: Hans-Jochen Vogel
- 1991–1994: Hans-Ulrich Klose
- 1994–1998: Rudolf Scharping
- 1998–2002: Peter Struck
- 2002: Ludwig Stiegler
- 2002–2005: Franz Müntefering
- 2005–2009: Peter Struck
- 2009–2013: Frank-Walter Steinmeier
- 2013–2017: Thomas Oppermann
- 2017–2019: Andrea Nahles
- 2019–2025: Rolf Mützenich
- 2025: Lars Klingbeil
- seit 2025: Matthias Miersch

#### AfD-Fraktion
- 2017–2021:
  - Alice Weidel
  - Alexander Gauland
- seit 2021:
  - Alice Weidel
  - Tino Chrupalla

#### FDP-Fraktion
Mit Ausnahme des 18. (2013–2017) und 21. Bundestags (ab 2025) stellten Abgeordnete der FDP seit 1949 die FDP-Fraktion.
- 1949: Theodor Heuss
- 1949–1951: Hermann Schäfer
- 1951–1952: August-Martin Euler
- 1952–1953: Hermann Schäfer
- 1953–1957: Thomas Dehler
- 1957: Max Becker
- 1957–1963: Erich Mende
- 1963–1968: Knut von Kühlmann-Stumm
- 1968–1991: Wolfgang Mischnick
- 1991–1998: Hermann Otto Solms
- 1998–2006: Wolfgang Gerhardt
- 2006–2009: Guido Westerwelle
- 2009–2011: Birgit Homburger
- 2011–2013: Rainer Brüderle
- 2017–2021: Christian Lindner
- 2021–2025: Christian Dürr[1]

#### Linksfraktion
Von 1990 bis 1998 hatte die PDS keinen Fraktionsstatus. Daher gab es in diesem Zeitraum nur einen Gruppensprecher. Zwischen 1998 und 2002 hatte die PDS erstmals Fraktionsstatus. Ab 2002 hatte die PDS nur noch zwei Abgeordnete (Petra Pau und Gesine Lötzsch). Diese gehörten als fraktionslose Abgeordnete dem Bundestag an. Seit 2005 sind Abgeordnete von WASG und Linkspartei.PDS als Linksfraktion im Bundestag vertreten. Im Juni 2007 folgte dann die Neubildung der Partei Die Linke. Zum 6. Dezember 2023 löste sich die Linksfraktion auf, da sie durch die Übertritte zur BSW nur noch 28 Mandate hatte und damit den Fraktionsstatus nicht aufrechterhalten konnte. Im 21. Bundestag ist Die Linke mit 64 Abgeordneten vertreten und hat damit wieder den Fraktionsstatus. Am 25. Februar 2025 konstituierte sich die Fraktion erneut und trat somit die Rechtsnachfolge der Gruppe Die Linke im Bundestag an. Heidi Reichinnek und Sören Pellmann sollen vorerst kommissarisch den Vorsitz führen, bis die genauen inneren Strukturen abgestimmt wurden und ein Vorstand gewählt wurde.

##### PDS-Gruppensprecher
- 1990–1998: Gregor Gysi

##### PDS-Fraktionsvorsitzende
- 1998–2000: Gregor Gysi
- 2000–2002: Roland Claus

##### Fraktionsvorsitzende der Linksfraktion
- 2005–2009:
  - Gregor Gysi (Die Linke, bis Juni 2007 Linkspartei.PDS)
  - Oskar Lafontaine (Die Linke, bis Juni 2007 WASG)
- 2009–2015:
  - Gregor Gysi
- 2015–2019:
  - Sahra Wagenknecht
  - Dietmar Bartsch
- 2019–2023:
  - Amira Mohamed Ali
  - Dietmar Bartsch
- 2023:
  - Dietmar Bartsch
- seit 2025:
  - Heidi Reichinnek
  - Sören Pellmann

#### Fraktion von Bündnis 90/Die Grünen

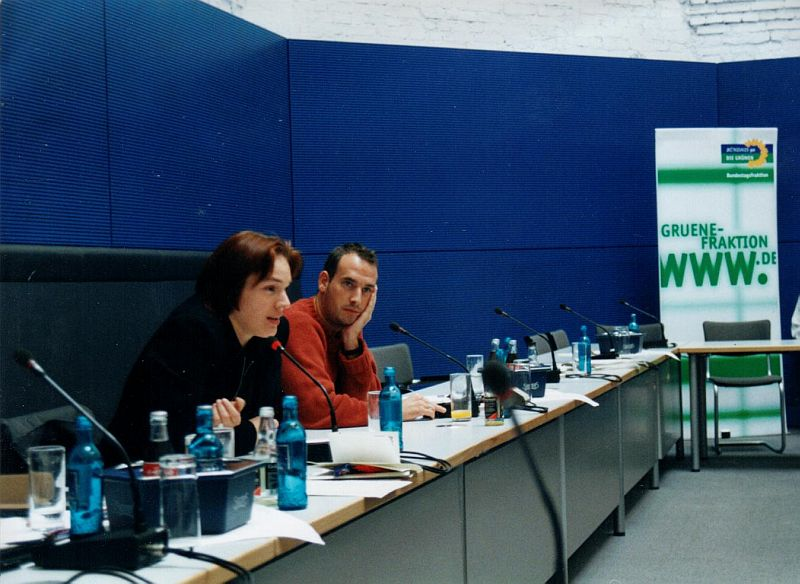
Sitzungssaal der Grünen-Fraktion im Bundestag mit den Abgeordneten Grietje Bettin und Christian Simmert

Bei den Grünen gab es nach dem erstmaligen Einzug in den Bundestag 1983 zunächst drei gleichberechtigte Fraktionssprecher. Im Gegensatz zu den anderen Parteien wurden die Ämter anfangs jährlich neu besetzt. Daher werden zunächst die jeweiligen Fraktionssprecher in Jahresblöcken genannt.
Nachdem die Grünen bei der Bundestagswahl 1990 weniger als fünf Prozent erreichten und somit an der Fünf-Prozent-Hürde scheiterten, das Bündnis 90 in den damals neuen Bundesländern jedoch sechs Prozent erreichte und mit acht Abgeordneten in den Bundestag einzog, erhielten diese acht Abgeordneten nur den Status einer Gruppe. Ab 1994 war die Partei, die nunmehr Bündnis 90/Die Grünen hieß, wieder in Fraktionsstärke vertreten. Seither werden die beiden Fraktionssprecher in der Regel für die gesamte Legislaturperiode gewählt.

##### Fraktionssprecher 1983–1990
- 1983–1984:
  - Marieluise Beck-Oberdorf
  - Petra Kelly
  - Otto Schily

- 1984–1985:
  - Annemarie Borgmann
  - Waltraud Schoppe
  - Antje Vollmer

- 1985–1986:
  - Sabine Bard
  - Hannegret Hönes
  - Christian Schmidt

- 1986–1987:
  - Annemarie Borgmann
  - Hannegret Hönes
  - Ludger Volmer (bis 6. September 1986)
  - Willi Hoss (ab 6. September 1986)

- 1987–1988:
  - Thomas Ebermann
  - Bärbel Rust
  - Waltraud Schoppe

- 1988–1989:
  - Helmut Lippelt
  - Regula Schmidt-Bott
  - Christa Vennegerts

- 1989–1990:
  - Helmut Lippelt
  - Jutta Oesterle-Schwerin
  - Antje Vollmer

- 1990:
  - Willi Hoss
  - Antje Vollmer
  - Waltraud Schoppe (bis Juni 1990)
  - Marianne Birthler (ab 3. Oktober 1990)

##### Gruppensprecher 1990–1994
- 1990–1994: Werner Schulz

##### Fraktionsvorsitzende 1994 bis heute
- 1994–1998:
  - Joschka Fischer
  - Kerstin Müller

- 1998–2002:
  - Kerstin Müller
  - Rezzo Schlauch

- 2002–2005:
  - Krista Sager
  - Katrin Göring-Eckardt

- 2005–2009:
  - Renate Künast
  - Fritz Kuhn

- 2009–2013:
  - Renate Künast
  - Jürgen Trittin

- 2013–2021:
  - Katrin Göring-Eckardt
  - Anton Hofreiter

- seit 2021:
  - Britta Haßelmann
  - Katharina Dröge

#### Fraktion der Bayernpartei
1951 mit der Fraktion der Deutschen Zentrumspartei zur Fraktion der Föderalistischen Union zusammengeschlossen. Seit 1953 ist die Bayernpartei (BP) nicht mehr im Bundestag vertreten.
- 1949–1951: Gebhard Seelos
- 1951: Hugo Decker

#### Fraktion der Deutschen Partei
Seit 1961 ist die Deutsche Partei (DP) nicht mehr im Bundestag vertreten.
- 1949: Heinrich Hellwege
- 1949: Friedrich Klinge
- 1950–1953: Hans Mühlenfeld
- 1953–1955: Hans-Joachim von Merkatz
- 1955–1957: Ernst-Christoph Brühler (nach der Fusion mit der FVP gemeinsam mit Ludwig Schneider bis zum Ende der Wahlperiode)
- 1957–1961: Herbert Schneider

#### Fraktion der Föderalistischen Union
Die Föderalistische Union (FU) war ein Zusammenschluss der Fraktion der Bayernpartei und der Zentrumspartei von 1951 bis 1953, mit dem Ziel, den Fraktionsstatus zu erhalten. Beide Parteien stellten jeweils einen der beiden gleichberechtigten Fraktionsvorsitzenden.
- 1951–1953: Hugo Decker, von der Bayernpartei
- 1951–1952: Helene Wessel, vom Zentrum
- 1952–1953: Otto Pannenbecker, vom Zentrum

#### Fraktion des Gesamtdeutschen Blocks der Heimatvertriebenen und Entrechteten
Die GB/BHE-Fraktion bestand nur in der zweiten Wahlperiode. In der ersten Wahlperiode bestand vorübergehend eine BHE/DG-Gruppe.
- 1953–1955: Horst Haasler
- 1955–1956: Karl Mocker
- 1956–1957: Erwin Feller

#### KPD-Fraktion
Die KPD-Fraktion bestand nur in der ersten Wahlperiode.
- 1949–1953: Max Reimann

#### Fraktion der Wirtschaftlichen Aufbau-Vereinigung
Nach diversen Parteiaustritten löste sich die WAV-Fraktion am 6. Dezember 1951 auf. Die verbliebenen Abgeordneten wechselten zur Deutschen Partei.
- 1949–1951: Alfred Loritz

#### Zentrumsfraktion
Um einen Fraktionsstatus zu erhalten, fusionierte die Fraktion der Zentrumspartei (Z) am 14. Dezember 1951 mit der Fraktion der Bayernpartei zur Fraktion der Föderalistischen Union.
- 1949–1951: Helene Wessel

### Landtag/Kreistag
Der Fraktionschef in einem Landtag oder Kreistag wird nach dem gleichen Verfahren gewählt und hat grundsätzlich die gleiche Funktion wie ein Fraktionsvorsitzender einer Bundestagsfraktion. Die genauen Aufgaben werden in den jeweiligen Geschäftsordnungen der einzelnen Landtage beziehungsweise Kreistage festgelegt.

## Österreich
Siehe Hauptartikel: Klub (Politik)

## Schweiz
Auf eidgenössischer Ebene stehen die Fraktionspräsidenten den Fraktionen der Bundesversammlung vor und sind von Amtes wegen (Art. 8 Abs. 1 Bst. c GRN) Mitglieder des Büros des Nationalrats. Da den Fraktionen Mitglieder der gleichen Partei oder ähnlich gesinnter Parteien aus Nationalrat (NR) und Ständerat (SR) angehören (Art. 61 ParlG), kann auch ein Mitglied des Ständerats Fraktionspräsident sein; in diesem Fall nimmt der Vizepräsident seiner Fraktion Einsitz im Büro des Nationalrates.
Die Fraktionspräsidenten der 52. Legislaturperiode 2023–2027:
- Fraktion der Schweizerischen Volkspartei: NR Thomas Aeschi
- Sozialdemokratische Fraktion: NR Samira Marti und Samuel Bendahan (Co-Präsidium)
- FDP-Liberale Fraktion: NR Damien Cottier
- Mitte-Fraktion: NR Philipp Matthias Bregy
- Grüne Fraktion: NR Aline Trede
- Grünliberale Fraktion: NR Corina Gredig